# Mimoza Veliu
Mimoza Veliu (* 28. März 1979 in Tetovo, SR Mazedonien, SFR Jugoslawien)  ist eine nordmazedonische Fotografin und Autorin. Sie lebt und arbeitet in Berlin. 
Im Mittelpunkt ihrer künstlerischen Fotografie steht der Mensch, der sich scheinbaren Grenzen widersetzt. Bilder von Mimoza wurden unter anderem in Berlin, Wien, New York, München, Tirana etc. ausgestellt. Im Jahr 2008 teilte sie sich den ersten Preis für künstlerische Fotografie der kosovarischen Nationalgalerie, den Gjon Mili, mit Linda Vukaj Riccomini aus Italien. Im Jahr 2009 zeigte die kosovarische Nationalgalerie ihre Ausstellung Delirium. 2022 wurde ihr erster Roman mit dem Originaltitel Dallga e dyte vom Verlag „Koha“ veröffentlicht. 